# Gagar
Gagar són unes muntanyes a Uttarakhand, al sud de les muntanyes Himàlaia i del riu Kosi i fins al riu Kali. Són conegudes com a Gagarchal o Gargachal. La muntanya més coneguda és el China Peak a Naini Tal (2.656 m), i les més altes al seu darrere són el Saonchaliya (2.636 m), el Bhadan-dhura (2606 m), Bhadan-tols (2.556 m) i el Bhinaik-dhura (2.538 m). L'altura mitjana és entre 2.000 i 2.500 metres.